# Уткин, Юрий Васильевич
Ю́рий Васи́льевич У́ткин (род. 6 апреля 1939 года, Ишимбай) — советский и российский политик, учёный (нефть, экология). Депутат Государственной Думы Федерального Собрания РФ первого (1993—1995) и второго (1995—1999) созывов. Магистр государственного управления, делового администрирования, доктор политических наук, доктор, обладатель грамоты «гранд доктор философии», вручённой фирмой «Европейская академия информатизации», профессор[чего?], член (академик) нескольких общественных академий: Академии проблем безопасности, обороны и правопорядка, Международной академии наук экологии, безопасности человека и природы, Международной академии информатизации.
Член Союза журналистов Республики Башкортостан. Входит в Московскую организацию литераторов Союза литераторов РФ .

## Образование
- Ишимбайский нефтяной техникум, 1957
- Уфимский нефтяной институт, 1971

## Политика
1972—1986 — на освобождённой партийной работе: заведующий отделом, секретарь городского комитета КПСС.
1986 — председатель исполнительного комитета Ишимбайского городского Совета народных депутатов.
Член КПСС до запрета партии (август 1991).
Избирался председателем Ишимбайского горисполкома, председателем городского Совета народных депутатов.
С февраля 1992 г. — глава администрации города Ишимбая, работал до избрания в 1993 году в Государственную Думу от Стерлитамакского округа № 6 (I созыв) и 7 (II созыв) Республики Башкортостан.
В Государственной думе первого созыва входил в депутатскую группу «Новая региональная политика», был членом Комитета по экологии.
В Государственной думе второго созыва был председателем подкомитета по региональной экологической политике Комитета по экологии, в депутатских объединениях не состоял.
Выдвигался избирательным блоком «Российская партия пенсионеров и партия социальной справедливости» в депутаты Государственной Думы Федерального Собрания Российской Федерации по Стерлитамакскому одномандатному избирательному округу № 8.

## Спорт
Чемпион БАССР по футболу (1957).
Встав на должность градоначальника города Ишимбая, организовал в конце 1980-х годов административную и финансовую помощь спортивному движению города, благодаря чему в городе до мирового уровня выросла шашечная школа и биатлонная школа. Чемпионами мира стали Галина Куклева, Тамара Тансыккужина, Елена Дёмочкина. Воспитанник ишимбайского футбола Лев Матвеев стал чемпионом СССР по футболу в составе ЦСКА (1991) — высшее достижение для футболистов региона.

## Звания и награды
- Награждён орденом «Знак Почёта».
- Заслуженный нефтяник Республики Башкортостан.
- Заслуженный работник автомобильного транспорта РФ.